# Fractura por arrancamiento
En traumatología se denomina fractura por arrancamiento o fractura por avulsión, a aquella fractura ósea que se produce por tracción de los ligamentos o los tendones que se insertan en los huesos. Tienen lugar generalmente en los salientes óseos o apófisis de los huesos largos a veces en los huesos cortos, frecuentemente después de movimientos explosivos o actividades deportivas intensas.

## Tipos

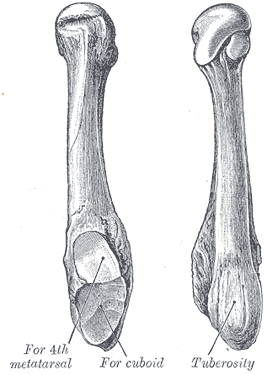
Quinto metatarsiano. Puede observarse la tuberosidad situada en un extremo del hueso.

### Miembro inferior
- Fractura por arrancamiento de la tuberosidad anterior de la tibia. Se produce por tracción del tendón rotuliano que se inserta en la tuberosidad anterior de la tibia, en la región de la rodilla.[1]

- Fractura por arrancamiento de la espina iliaca anterior inferior en la pelvis.[2]

- Fractura por arrancamiento de la base del quinto metatarsiano en el pie. Suele estar causada por una contracción brusca del músculo peroneo lateral corto durante un movimiento de inversión del pie.[3]

- Fractura por arrancamiento del trocánter menor en el fémur, por contracción del músculo psoas iliaco. Este tipo de fractura ocurre en ocasiones en pacientes afectos de cáncer con metástasis óseas.

- Fractura por arrancamiento de la tuberosidad posterior del calcáneo en el pie, en la región en que se inserta el tendón de Aquiles.[4]

### Miembro superior
- Fractura de troquíter en el húmero, región del hombro, por tracción del músculo supraespinoso.

- Fractura de troquín en el húmero, región del hombro, por tracción del músculo subescapular.

- Fractura del olécranon por arrancamiento, debida a una contracción brusca del músculo tríceps que arranca un fragmento de su inserción en el olécranon, en la región del codo.